# Joanna Dunham
Joanna Dunham (nasceu em 6 de maio de 1936) é uma atriz inglesa, muito notada pelos seus trabalhos no cinema, no teatro e na televisão.

## Carreira
Dunham nasceu em Luton, Bedfordshire, Inglaterra. Como atriz adolescente ela primeiro ganhou notoriedade por interpretar Julieta em 1962 Old Vic produção de Romeu e Julieta, sob a direção de Franco Zeffirelli, que foi realizada em cinco meses, durante uma turnê por 13 cidades dos EUA. Seu primeiro papel na televisão tinha sido quatro anos antes (1958), quando apareceu como Louka em um episódio de Arms and the Man do BBC Sunday-Night Theatre. A partir de 1998 Dunham havia representou em pelo menos 45 diferentes séries de televisão ou produções.

## Filmografia
- The Breaking Point (1961) - Cherry Winlatter
- Dangerous Afternoon (1961) - Freda
- A maior história de todos os tempos (1965) - Maria Madalena
- A Day at the Beach (1970) - Tonie
- The House That Dripped Blood (1971) - Alice Hillyer
- Scandal (1989) - Lady Bronwen Astor
- The Hour of the Pig (1993) - Lady Catherine d/Auferre

Enquanto trabalhava em A maior história de todos os tempos, filmagem que se estendeu por mais de um ano, Dunham anunciou que estava grávida. O diretor George Stevens tentou mantê-la na produção com o uso de ângulos adequados de câmera e costumes drapeados. Ele disse a um entrevistador da Revista Variety, "Bem, Maria Madalena sempre foi uma criadora de problemas."